# Metlatónoc
Metlatónoc es una localidad del estado mexicano de Guerrero, cabecera del municipio homónimo. 

## Toponimia
Metlatónoc es un topónimo náhuatl que significa "en el pequeño metate".

## Geografía
La localidad está ubicada en la posición 17°11′43″N 98°24′26″O / 17.19528, -98.40722, a una altitud de 2020 m s. n. m.
Según la clasificación climática de Köppen, el clima corresponde al tipo Aw - Tropical seco.

## Demografía
El censo de población de 2020 registró que la localidad tiene una población de 4011 habitantes lo que representa un crecimiento promedio de 1.1% anual en el período 2010-2020 sobre la base de los 3586 habitantes registrados en el censo anterior. Ocupa una superficie de 1.412 km², lo que determina al año 2020 una densidad de 2840 hab/km².
| Gráfica de evolución demográfica de Metlatónoc entre 2000 y 2020  |
|                                                                   |
| Fuente: Instituto Nacional de Estadística Geografía e Informática |

En el año 2010 estaba clasificada como una localidad de grado alto de vulnerabilidad social.
La población de Metlatónoc está mayoritariamente alfabetizada (18.13% de personas analfabetas al año 2020) con un grado de escolarización en torno de los 6.5 años. El 98.03% de la población es indígena.

## Monumentos históricos
Por su valor patrimonial, se destaca la iglesia de San Miguel Arcángel.